# FUJIYAMA PROJECT JAPAN
FUJIYAMA PROJECT JAPAN（フジヤマプロジェクトジャパン）は、アソビシステムとアイドル横丁が2015年5月8日に設立したアイドル専門のレコードレーベル。

## 概要
東京・原宿の ファッション、音楽などのカルチャーを国内外に発信するための活動をおこなっているアソビシステムと、アイドルグッズショップの運営やアイドルイベントの開催をおこなうアイドル横丁が共同で立ち上げたアイドルに特化したレコードレーベル。販売、流通はハピネットが行っている。
レーベル名の由来は、「日本の象徴である「富士山」のような唯一無二かつ日本一のアイドルレーベルを目指し、国内のアイドルファンはもとより、全世界の日本ポップカルチャーファンへも発信していくプロジェクト」であることから。
レーベル第1弾のアーティストとして、愛乙女☆DOLL（ラブリードール）、虹のコンキスタドール、山口活性学園が所属することが発表された。

## 所属アーティスト

### 過去
- 虹のコンキスタドール（2015年5月 - 2017年1月）※キングレコードに移籍
- 大阪☆春夏秋冬（2015年10月 - 2017年6月）[3]※binyl recordsに移籍
- むすびズム（2016年4月 - 2017年12月）
- sora tob sakana（2015年8月 - 2018年2月）※ワーナー ブラザース ジャパンに移籍
- さきどり発進局（2017年11月 - 2018年12月）
- ハッピーくるくる（2018年8月 - 2018年12月）
- 愛乙女☆DOLL（2015年5月 - 2019年8月）※ 日本クラウンより移籍。LOVELY RECORDSに移籍
- EVERYDAYS（2018年12月 - 2022年1月22日）
- Yamakatsu（山口活性学園）（2015年5月 - 2023年4月2日）

## 出演番組
- 『音エモン』（カンテレ）